# Гаем Магами, Эхсан
Эхсан Гаем Магами (перс. احسان قائم مقامی‎; 11 августа 1982) — иранский шахматист, гроссмейстер (2001).
Двенадцатикратный чемпион Ирана (1998, 1999, 2001, 2003, 2005, 2007, 2008, 2010, 2011, 2012, 2014, 2015 гг.).
В составе сборной Ирана участник девяти шахматных олимпиад (2000—2016 гг.) и 5-го командного первенства мира (2001 г.).
Участник чемпионата мира ФИДЕ 2000 г. (уступил в 1-м круге К. Лутцу).
Участник чемпионатов мира по блицу и рапиду 2016 и 2018 гг.
Победитель международного турнира в Дакке (2007 г.).
В 2011 году во время международного турнира на Корсике был исключён организаторами из соревнования за отказ играть против шахматиста из Израиля.

## Изменения рейтинга
| Графики недоступны из-за технических проблем. См. информацию на Фабрикаторе и на mediawiki.org. |